# Nankangia
Nankangia („z distriktu Nankang“) byl rod teropodního oviraptorosaurního dinosaura, žijícího na území východní Asie (jihovýchodní Čína, provincie Ťiang-si) v období pozdní svrchní křídy (geol. stupeň maastricht, asi před 72 až 66 miliony let).

## Popis

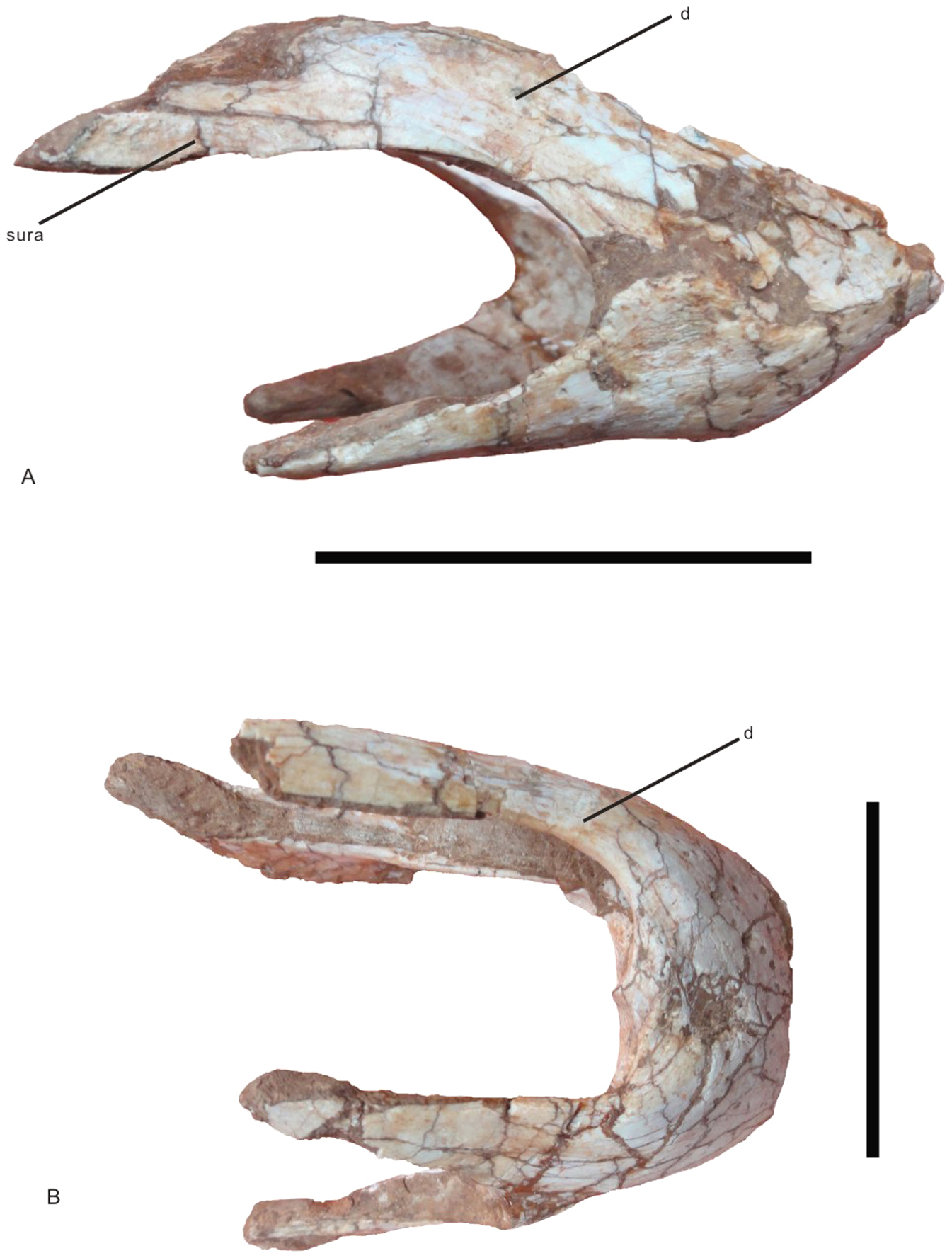
Fosilní fragment čelisti rodu Nankangia.

Fosilie tohoto dinosaura byly objeveny roku 2010 v sedimentech geologického souvrství Nan-siung nedaleko města Kan-čou (angl. Ganzhou) a mají podobu čelisti a nekompletní postkraniální kostry. Katalogové označení holotypu je GMNH F10003. Formálně byl typový druh N. jiangxiensis popsán mezinárodním týmem paleontologů v roce 2013. Pravděpodobně se jednalo spíše o býložravý než všežravý druh oviraptorosaura.

## Zařazení
Tento teropod spadal do nadčeledi Caenagnathoidea, nikoliv ale čeledi Oviraptoridae. Jeho blízkým vývojovým příbuzným byl například rod Yulong a Nomingia. Ve stejných ekosystémech se navíc vyskytovaly další tři rody oviraptoridů, Banji, Jiangxisaurus a Ganzhousaurus.